# Mootez Zaddem
Mootez Zaddem (Susa, 5 de janeiro de 2001) é um futebolista tunisiano. Zaddem representou o elenco da Seleção Tunisiana de Futebol e Étoile Sportive du Sahel.